# 桐生市立桜木中学校
桐生市立桜木中学校（きりゅうしりつ さくらぎちゅうがっこう）は、群馬県桐生市広沢町一丁目にある公立中学校。

## 所在地
- 〒376-0013 群馬県桐生市広沢町一丁目2874

## 学区
- 桜木町[1]
- 相生町1丁目の一部（飛地部分を除く地域）
- 相生町2丁目の一部
- 広沢町1丁目～2丁目
- 広沢町3丁目の一部
- 広沢町間ノ島の一部

## 学校周辺
- 桐生市立桜木小学校
- 桐生市立神明小学校
- 群馬県立桐生南高等学校
- 東武桐生線：新桐生駅
- 国道122号
- 国道50号
- 群馬県道68号桐生伊勢崎線・錦桜橋
- 渡良瀬川

## 著名出身者
- 一木立一 - サッカー選手